# According to Value
According to Value est un film muet américain réalisé par Frank Lloyd et sorti en 1915.

## Fiche technique
- Titre : According to Value
- Réalisation : Frank Lloyd
- Scénario : Harvey Gates, Frank Lloyd
- Production : Universal Film Manufacturing Company
- Genre : Film dramatique
- Date de sortie :
  - États-Unis : 25 juillet 1915

## Distribution
- Millard K. Wilson : Arthur Graham
- Vera Sisson : Mabel Stewart
- Marc Robbins : Edmund Stewart
- Frank Lloyd : James Graham
- Gretchen Lederer